# Proterhinus abundans
Proterhinus abundans is een keversoort uit de familie Belidae. De wetenschappelijke naam van de soort is voor het eerst geldig gepubliceerd in 1926 door Perkins.